# Hemptinne Saint-Benoît
Pour les articles homonymes, voir Hemptinne.

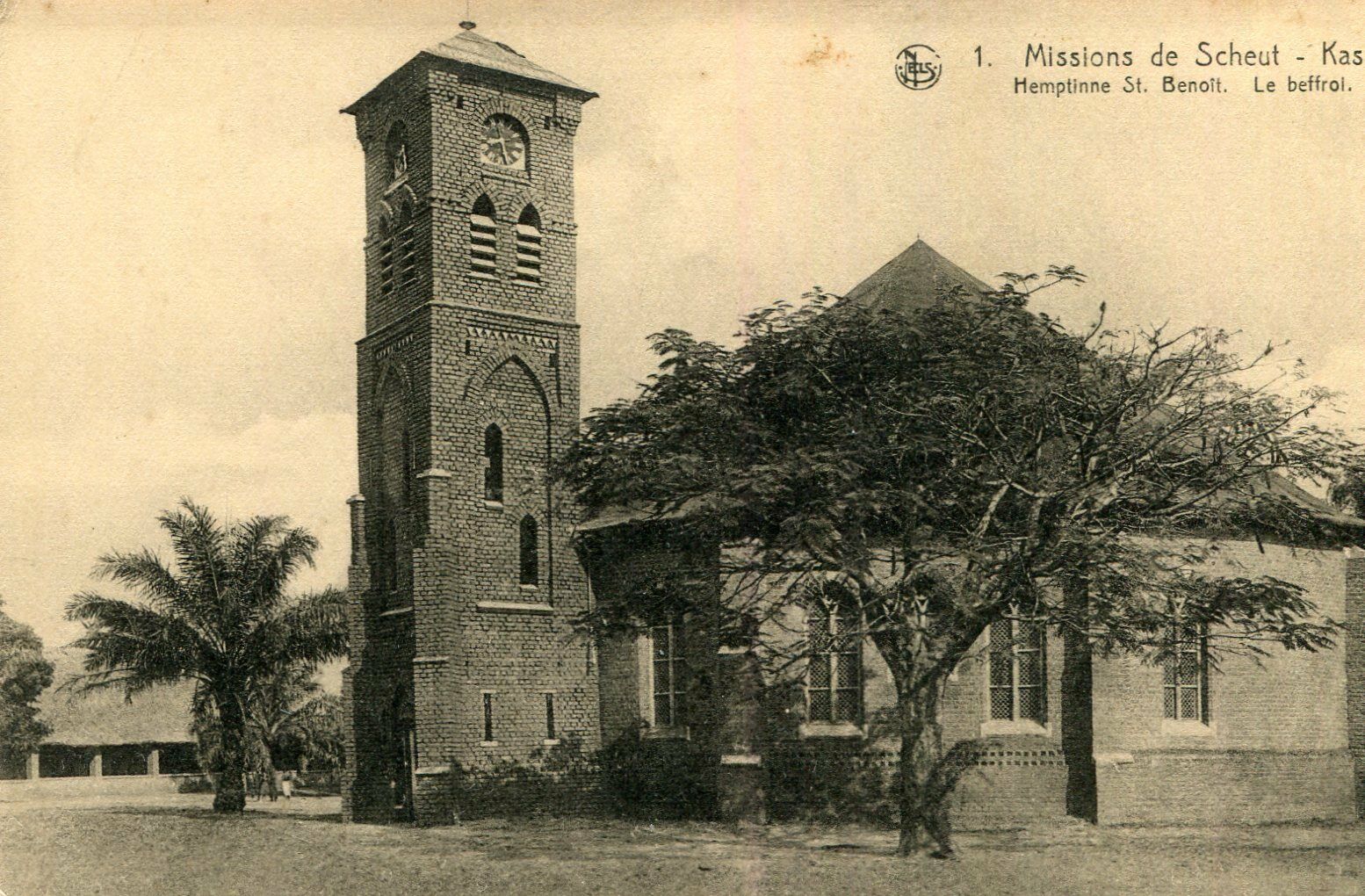
La mission d'Hemptinne-Saint-Benoît vers 1925.

Hemptinne Saint-Benoît, actuellement Bunkonde, est le nom en français d'une localité située en République démocratique du Congo dans la province du Kasaï Occidental. Elle est située au sud de la ville de Kananga (anciennement Luluabourg) entre la route qui rejoint Dibaya et la rivière Lulua. À l'époque coloniale, Hemptinne Saint-Benoît était le lieu et le nom d'une des plus anciennes missions catholiques des pères de Scheut au Kasaï,
Albert Kalonji, personnalité politique à l'époque de l'Indépendance du Congo et du Sud-Kasaï, est né le 6 juin 1929 à Hemptinne Saint-Benoît. Il est décédé le 20 avril 2015 à Mbuji-Mayi. 
Le nom de la mission et du village pourrait provenir de celui de Jean-Félix de Hemptinne, moine bénédictin (ordre de Saint-Benoît), devenu évêque du Katanga en 1932 jusqu'à son décès en 1958. Toutefois l'article du Dictionnaire Bibliographique des Belges d'Outre-mer ne fait pas mention de cette éventualité,.